# Liste der Monuments historiques in Chaillevette
Die Liste der Monuments historiques in Chaillevette führt die Monuments historiques in der französischen Gemeinde Chaillevette auf.

## Liste der Objekte
| Bezeichnung               | Beschreibung                                                                                                   | Standort                                        | Kennzeichnung | Schutzstatus | Datum | Bild           |
| ------------------------- | --- | ----------------------------------------------- | ------------- | ------------ | ----- | -------------- |
| Eisenbahnwagen            | Gepäckwagen vom Typ Standard D, Nummer 40 87 949 1866-9, 1953                                                  | (Lage)                                          | PM17000865    | Classé       | 2013  |                |
| Dampflokomotive Progrès   | Nr. 42 030 T 3, Schneider-Creusot 1891                                                                         | (Lage)                                          | PM17000058    | Classé       | 1987  | weitere Bilder |
| Eisenbahnwagen            | Personenwagen omnibus C6tf, ehemals C7 2171 AL, Waggonfabrik Wismar 1908 für die Preußischen Staatseisenbahnen | im Bahnhof von Pacy-sur-Eure stationiert (Lage) | PM17000871    | Classé       | 2016  |                |
| Hauptaltar mit Retabel    | Holz, vergoldet, 18. Jahrhundert                                                                               | in der Kirche St-Pierre (Lage)                  | PM17001020    | Inscrit      | 1979  |                |
| Modell eines Segelschiffs | Votivgabe, Holz, vergoldet, 19. Jahrhundert                                                                    | in der Kirche St-Pierre (Lage)                  | PM17000057    | Classé       | 1980  |                |